# Pareutetrapha simulans
Pareutetrapha simulans är en skalbaggsart som först beskrevs av Bates 1873.  Pareutetrapha simulans ingår i släktet Pareutetrapha och familjen långhorningar.
Artens utbredningsområde är Taiwan. Inga underarter finns listade i Catalogue of Life.